# Marijn Vogelaar

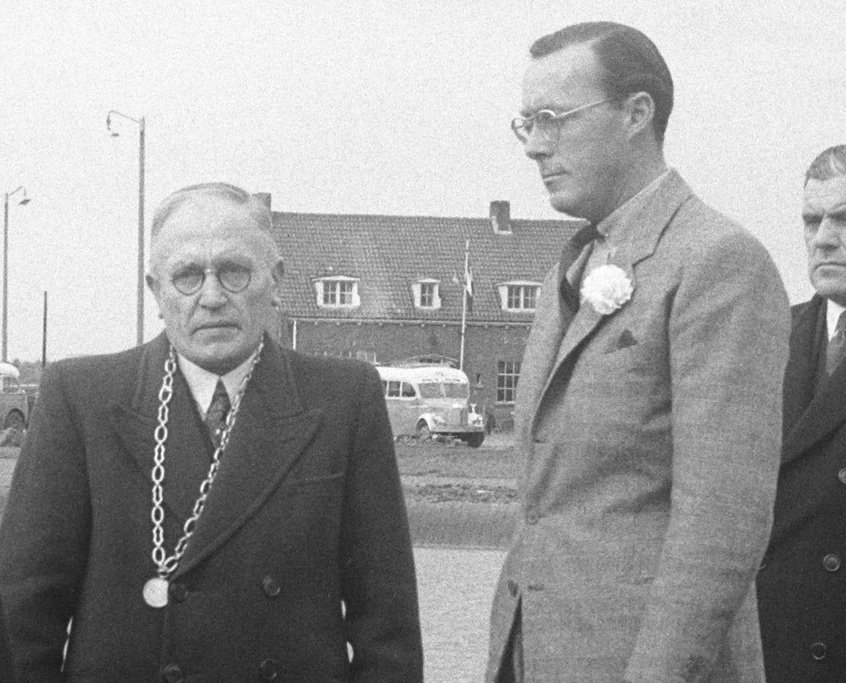
Burgemeester M. Vogelaar en Prins Bernhard (1952)

Marijn Vogelaar (Dinteloord, 2 september 1900 – Kruiningen, 8 oktober 1953) was een Nederlands politicus van de CHU. 
Hij werd geboren als zoon van Leendert Cornelis Vogelaar (molenaar) en Maria van Sliedregt. Hij doorliep de Rijksnormaalschool en ging in 1920 werken bij de gemeentesecretarie van 's-Heer Arendskerke. Hij volgde daar in 1936 L. van Vessem op als gemeentesecretaris. Midden 1945 werd Vogelaar benoemd tot waarnemend burgemeester van Wissenkerke en in april 1946 volgde zijn benoeming tot burgemeester van Kruiningen. In die functie kreeg hij te maken met de Watersnoodramp van 1953. Na al enige tijd ziek te zijn geweest overleed hij later dat jaar op 53-jarige leeftijd.